# 山田英樹 (脚本家)
山田 英樹（やまだ ひでき、1962年1月26日 - ）は、日本の脚本家。

## 略歴
法政大学法学部卒業後、多数の仕事に従事しながら主にプロットライターとして活動している。受賞歴としては2001年「第27回 城戸賞」准入賞や2002年の「橋田賞新人脚本賞」などの受賞がある。初の映画脚本作品として2006年上映の「紙屋悦子の青春」を監督との共同執筆で担当し、2年後に製作された「夢のまにまに」は監督、我妻正義との執筆を務めた。

## 脚本作品

### 映画
2006年
- 紙屋悦子の青春 - 監督との共同執筆

2008年
- 夢のまにまに - 監督 我妻正義との共同執筆